# 乘号
乘法符號（multiplication sign，符號：×，統一碼為 U+00D7），也簡稱為乘號（times sign, dimension sign），亦稱作「叉号」或「交叉」。有以下的用法和意思：
- 數學：四则运算中的乘法
  - 乘积
  - 向量的外积，與内积相对
  - 集合的笛卡兒积
- 生物學：在基因圖中表示兩種物種的雜交
- 中文：標點符号中的隱諱号，用以代替不便示眾的文字。
- 日文：稱作、或，指不正確、錯誤等意思，與圈号（○）（丸、圓）相对
- 跨界作品，在流行文化用以表示兩種原本不相干的、人物、概念、作品等的交集，即是時下所說的“Crossover”。
- 同人：表示人物間的戀愛關係和主被動狀況。如「小丁×小娜」，就是小丁主動，小娜被動。
- 宗教：钉死圣安德烈的十字架是X型的十字架，称作圣安德烈十字架。

由於這個符号的輸入不太方便，故此在日常溝通時一般用英文字母代之。在HTML和XHTML上，則可以輸入實體參引「&times;」、「&#215;」、「&#x00d7;」。

## 字符编码
| 字符编码 | 統一碼 | ISO 8859-1，2，3，4，9，13，15 | ISO 8859-8 |
| -------- | ------ | ------------------------------ | ---------- |
| ×        | U+00D7 | D7                             | AA         |

### 其他變形
- U+2297 ⊗ CIRCLED TIMES ，HTML：&#8855; &otimes;
- U+2715 ✕ MULTIPLICATION X ，HTML：&#10005;
- U+2716 ✖ HEAVY MULTIPLICATION X ，HTML：&#10006;
- U+2A09 ⨉ N-ARY TIMES OPERATOR ，HTML：&#10761;
- U+2A2F ⨯ VECTOR OR CROSS PRODUCT ，HTML：&#10799;
- U+2A30 ⨰ MULTIPLICATION SIGN WITH DOT ABOVE ，HTML：&#10800;
- U+2A31 ⨱ MULTIPLICATION SIGN WITH UNDERBAR ，HTML：&#10801;
- U+2A34 ⨴ MULTIPLICATION SIGN IN LEFT HALF CIRCLE ，HTML：&#10804;
- U+2A35 ⨵ MULTIPLICATION SIGN IN RIGHT HALF CIRCLE ，HTML：&#10805;
- U+2A36 ⨶ CIRCLED MULTIPLICATION SIGN WITH CIRCUMFLEX ACCENT ，HTML：&#10806;
- U+2A37 ⨷ MULTIPLICATION SIGN IN DOUBLE CIRCLE ，HTML：&#10807;
- U+2A3B ⨻ MULTIPLICATION SIGN IN TRIANGLE ，HTML：&#10811;
- U+2AC1 ⫁ SUBSET WITH MULTIPLICATION SIGN BELOW ，HTML：&#10945;
- U+2AC2 ⫂ SUPERSET WITH MULTIPLICATION SIGN BELOW ，HTML：&#10946;